# Te espero en el Eslava
Te espero en Eslava fue un espectáculo de Revista, estrenado en el Teatro Eslava de Madrid el 20 de diciembre de 1957. El éxito de la obra provocó que se concibiese una continuación, titulada Ven y ven al Eslava y estrenada un año más tarde.

## Argumento
Aderezado de humor y sketches cómicos, la pieza es repertorio de conocidas canciones populares españolas ya estrenadas en su día en el teatro, sea revista o zarzuela, con títulos como La marcha de Cádiz, Habanera, Orquídea, Los molinos de viento, La corte de Faraón... interpretadas por algunas de las figuras más destacadas del género.

## Elenco
Dirigida por Luis Escobar, adaptación musical de Fernando Moraleda y coreografía de Karen Taft, estuvo protagonizada por Nati Mistral, Tony Leblanc, Raquel Rodrigo, Pastora Imperio, Laly Soldevila, María Luisa Merlo, Vicky Lagos, María Rosa Encinas.